# Vjetrenica
Vjetrenica je najveća i najpoznatija špilja u Bosni i Hercegovini, zaštićeni spomenik prirode i turističko odredište u jugoistočnom dijelu Hercegovine. Godine 2023. špilja Vjetrenica upisana je na UNESCO-ov popis mjesta svjetske baštine u Europi kao jedno je od najvažnijih svjetskih žarišta bioraznolikosti za špiljsku faunu, posebno podzemnu vodenu faunu i biljne vrste endemične za Balkan.

## Zemljopisni položaj i speleološke osobine
Smještena je 300 m istočno od  Zavale, na zapadnom rubu Popova polja, u općini Ravno, te 12 km udaljena od mjesta Slano u Hrvatskoj, na obali Jadranskog mora, odnosno 80 km od grada Mostara. 
Vapnenačke stijene u Popovu polju sadrže čak do 99,98 posto kalcita, što ih čini iznimno topivima.
Ukupno je otkriveno 7014 metara podzemnih krških kanala i dio je riječnog sustava Trebišnjice. Špilja pruža jedan od najbolje dokumentiranih primjera higropetričnog staništa špilje, međuprostora između vodenih i kopnenih ekosustava, obilježenog tankim slojem vode koji se kreće preko okomitih stijena.
Speleološke posebnosti ove jedinstvene spilje su prostrani hodnici i dvorane, brojne nakupine siga te bogat hidrografski svijet s brojnim jezerima, nekoliko vodopada, više stalnih potoka i na desetke manjih periodičnih tokova koji teku raznim smjerovima. Na ulazu se pojavljuje snažan vjetar i osjetno strujanje zraka na nekoliko mjesta u unutrašnjosti. Magla je česta u dijelovima Absolonova kanala.
Vjetrenica je dobila ime po snažnom „vjetru” na ulazu. No, ne radi se o vjetru nego o fizikalnoj pojava strujanja zraka, kojom se nastoje izjednačiti stalna unutarnja i promjenljiva vanjska temperatura zraka. Na topografskoj površini iznad Vjeternice nalaze se duboke pukotine kroz koje ljeti ulazi topli zrak, hladi se i izlazi na glavni ulaz špilje. Do sada nije duže mjerena brzina vjetra, ali povremena mjerenja govore da se radi o brzini do 10 m/s. Zimi, kad se vanjska temperatura znatno spusti ispod unutarnje, vjetar obrne smjer.
Temperatura u Vjetrenici je ujednačena. Unutarnja temperatura zraka je oko 11,6 °C, stalnih jezeraca u Glavnom kanalu oko 10,5 °C, kao i tla ispod površine, iznimno čak do 10,2 °C. Gotovo sve tekuće ili stajaće vode koje se vjerojatno prihranjuju s površine, nešto su toplije (bar u rujnu) oko 11,3 °C.
Zaštićeni je spomenik prirode od 1950. godine.

## Biološke karakteristike
Vjetrenicu karakterizira iznimno bogat špiljski svijet, u kojem je zabilježeno gotovo 230 različitih vrsta, uključujući 180 životinja, 14 gljiva i 35 protista; od kojih 93 troglobionata, što je čini prvom u svijetu po bioraznolikosti, a 37 njih je prvi put pronađeno i opisano upravo na ovom mjestu (locus typicus). U fauni Vjeternice veliki je broj uskih endema, tzv. stenoendema. Naime, Vjetrenica se ističe kao izniman primjer raznolikosti jednog roda – devet vrsta podzemnih amfipoda roda Niphargus (Špiljski amfipodi), što može predstavljati najveću podzemnu raznolikost jednog roda na svijetu.
Vjetrenica je dom brojnim globalno ugroženim vrstama kralježnjaka i jedinom podzemnom cjevastu crvu na svijetu (Marifugia cavatica) i jedinog slatkovodnog hidrozoana koji živi isključivo u podzemnim vodama (Velkovrhia enigmatica), kao i raznolikosti biljnih vrsta endemskih za Balkan. Osim toga, nekoliko vrsta pronađenih u špilji Vjetrenica su tercijarne i predtercijarne reliktne vrste, što znači da se mnoge od njih mogu smatrati živim fosilima čiji su najbliži srodnici izumrli davno.

## Povijest

### Prapovijest
Vjetrenica je bila naseljena u kamenom dobu. U njoj se nalazi crtež nastao dvanaest tisuća godina prije Krista. 
Ljudska prisutnost u špilji Vjetrenici počinje prije oko 8000 godina o čemu svjedoči ulomak trbuha keramičke posude iz obližnje Bjelušice, ukrašene serijom kratkih ureza-uboda, a koja pripada impresso kulturi iz starijeg neolitika.
U Vjetrenici su pronađeni koštana igla (pronađena 2010. na tzv. „Vilinom guvnu”) i keramički prešljen za vreteno, koji su korišteni od neolitika pa sve do željeznog doba, odnosno srednjeg vijeka te se ne mogu sa sigurnosti datirati. 
Uz njih, u Vjetrenici su nađena i dva ulomka posuda koji datiraju od 2150 do 800. pr. Kr.

### Povijest istraživanja
Prvo navođenje Vjetrenice kao zanimljivog spiljskog fenomena zabilježeno je kod Plinija Starijeg u njegovom djelu Naturalis historia iz 77. godine. Početkom 17. stoljeća spominje ju i Marin Getaldić. No, sustavna znanstvena istraživanja počinju tek od kraja 19. stoljeća, Groller (1889.), Vavrović (1893.), Katzer (1903.), i drugi.
Najveća otkrića vršio je češki speleolog Karel Absolon u vremenu od 1912. do 1914. godine, dok ju je prvi znanstveno opisao beogradski istraživač Mihajlo Radovanović 1929. godine. Kasnija istraživanja urađena su u sklopu zajedničkog projekta uređenja spilje Vjetrenice, kojeg su izveli speleološko društvo "Bosansko-hercegovački krš” i "Energoinvest” iz Sarajeva u vremenu od 1958. do 1961. godine. 
Novu topografsku kartu područja izradio je SO "Velebit" iz Zagreba 2002. godine. Od 2002. svake godine održavaju se speleoeloški kampovi, a krš  Popovog polja je predmet modernih vrednovanje krškog krajolika. 
Od 2005. godine provodi se monitoring koji uključuje kontinuirane izmjere temperature i pritiska zraka i vode, relativnu vlagu zraka, brzinu i smjer strujanja zraka te razinu vode.

### Paleontološka otkrića
U Vjetrenici je do sada pronađen čitav niz paleontoloških nalaza, među kojima se izdvajaju cjelovit kostur leoparda (Panthera pardus), pronađen 1968. godine (nalaz South West Caving Cluba) te više djelomičnih nalaza ostataka životinja. Procjenjuje se kako oni nisu u špilji živjeli nego da su u nju upali kroz otvore iznad špilje, pa kasnije nisu znali izići. Cijeni se da su ti eksponati stari 30.000 godina. Najcjelovitiji paleontološki opis spilje do sada je uradio Mirko Malez 1969. godine.

### Vjetrenica danas
Vjetrenica je elektrificirana u dužini od 1050 metara, staza s prekidima uređena do 1800 metara, i otvorena je za turističke posjete 1964. godine. Oprema je tijekom 1990-ih posve uništena u ratu, ali je “Speleološka udruga Vjetrenica - Popovo polje” obnovila turistički program uz provizorno osvjetljenje. Urađen je i ostvaren projekt suvremene elektrifikacije niskonaponskom strujom  u duljini od 600 m (Neil Keel).
Na prijedlog ANUBiH Vjetrenica je kandidirana za UNESCO-ov popis svjetske prirodne baštine. Za realizaciju upisa bilo je potrebno riještiti više pitanja kao što su prevrednovanje statusa Vjetrenice, obnoviti ratne ruševine u Zavali, ukloniti ili onemogućiti prijetnje zagađenju Vjetrenice, i formirati tijelo koje bi se brinulo o Vjetrenici. No, ponajviše zaštititi atribute jedinstvene bioraznolikosti, krških geoloških značajki i šireg sliva špilje Vjetrenice, kako bi se osiguralo dugoročno održavanje populacija i raznolikosti vrsta.
Naposlijetku su ispunjeni svi uvjeti i Vjetrenica je popstala svjetskom baštinom 1. kolovoza 2024. godine.
Danas njome upravlja Javno poduzeće “Vjetrenica d.o.o.” pod nadzorom Općine Ravno i Hercegovačko-neretvanske županije. Upravljačko tijelo ima plan upravljanja, usklađen sa zakonom o proglašenju zaštićenog krajolika, i ograničen broj osoblja za upravljanje dobrom (uključujući ograničen turizam).

## Dvorac
U neposrednoj blizini Vjetrenice nalazio se dvorac popovskog velikaša. Grob tog velikaša iz 15. stoljeća nalazi se na samom ulasku u pećinu. Danas je grobnica devastirana, ali stećak, uklesan u stijeni je još uvijek vidljiv, s motivima plemića-konjanika i lova.
Dvorac je raspolagao jedinstvenim patentom za ventilaciju stana. Ovo stanište nikada nije bilo predmetom cjelovite analize.

## Vanjske poveznice
|  | Zajednički poslužitelj ima još gradiva o temi Vjetrenica |

- Službene stranice Vjetrenice Pristupljeno 28. prosinca 2013.
- Vjetrenica, podzemni univerzum u kršu  Arhivirana inačica izvorne stranice od 31. prosinca 2013. (Wayback Machine) Pristupljeno 28. prosinca 2013.